# フレデリック・カペル
フレデリック・カペル（Frederick Kappel、1902年 - 1994年）は、アメリカ合衆国の実業家。1961年から1972年にかけてAT&Tの会長を務めた。ジョンソン政権とニクソン政権において、公職も務めた。

## 経歴

### 生い立ち
カペルは、ミネソタ大学を卒業した。

### 職歴
1924年にアメリカ電話電信会社(AT&T)に入社したカペルは、傘下の会社のひとつだったミネソタ州のノースウェスタン・ベル電話会社 (the Northwestern Bell Telephone Company in Minnesota) で電柱の穴を掘る週給25ドルの仕事が初職であった。1954年、彼はAT&T傘下の別会社ウェスタン・エレクトリックの社長となった 。1956年、AT&Tの社長となった。後には1961年から1972年にかけて会長を務めた。1963年から1964年にかけては、ザ・ビジネス・カウンシルの会長も務めた。
大統領リンドン・B・ジョンソンはカペルを、郵便組織委員会 (Commission on Postal Organization) をはじめとして様々な大統領の諮問委員会の委員長に起用し、1967年には鉄道紛争仲裁のための特別委員会の委員にも任命した。次いで大統領となったリチャード・ニクソンは、カペルをアメリカ合衆国郵便公社の経営責任者に任命し、1972年から1974年にはその会長とした。カペルは、1964年5月29日号の『タイム』の表紙を飾った。1964年には大統領自由勲章、1965年にはジョン・フリッツ・メダルを受章した。
カペルは、チェイス・マンハッタン銀行やゼネラルフーヅでも役員を務めた。1969年から1971年にかけてはインターナショナル・ペーパーの会長を務め、1971年から1972年にかけては経営執行委員会の委員長であった。

### 私生活
カペルは、最初の結婚を1927年に、2回目の結婚を1978年にした。最期は、1994年11月にフロリダ州サラソータでアルツハイマー病のために死去した。

## 著作
- Business Purpose and Performance: Selections from Talks and Papers (1964)